# Edward Cave

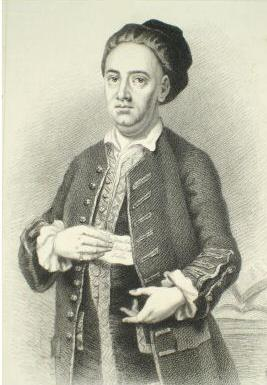
Cave en un grabado de Edward Scriven basado en una pintura de Francis Kyte c.1940.

Edward Cave (27 de febrero de 1691-10 de enero de 1754) fue un impresor, editor y redactor inglés creador de The Gentleman's Magazine, la primera revista en el sentido moderno del término.
Hijo de un zapatero, nació en Newton, cerca a Rugby, Warwickshire y asistió a la escuela primaria, siendo expulsado después de habérsele acusado de robar al director. Tuvo diferentes oficios, incluyendo comerciante de maderas, periodista e impresor, hasta que concibió la posibilidad de crear un periódico que abarcase una amplia gama de temas respecto a la educación pública, incluyendo comercio y poesía, e intentó convencer a diversas librerías e impresores londinenses a aceptar la idea, pero nadie mostró interés en ello, asumiendo por sí mismo esa tarea. The Gentleman's Magazine fue iniciada en 1713 y terminó convirtiéndose en uno de los periódicos más influyentes e imitados de la época, además de hacer rico a Cave.
Como buen hombre de negocios, Cave rara vez abandonó Clerkenwell, en donde estaban sus oficinas; e hizo uso de un gran número de contribuyentes, incluyendo a Samuel Johnson, el más famoso de ellos, a quien Cave le dio empleo por varios años. Asimismo, bajo el seudónimo de Sylvanus Urban, Cave contribuyó a secciones de su publicación. 
Cave obtuvo también una licencia de Lewis Paul por 250 husos por su patente de su máquina hiladora, precursora del telar de vapor. En 1742 compró Marvels Mill en Northampton y lo convirtió en un molino, posiblemente la primera hilandería potenciada por vapor en el mundo. Fue aparentemente rentable, aunque sólo de una manera modesta; y fue clausurado en 1761 (o probablemente un poco después).
Sufrió la gota y sus restos yacen en la Iglesia de San Juan de Clerkenwell.
- Esta obra contiene una traducción  derivada de «Edward Cave» de Wikipedia en inglés, publicada por sus editores bajo la Licencia de documentación libre de GNU y la Licencia Creative Commons Atribución-CompartirIgual 4.0 Internacional.